# Боярська волость
Боярська волость — історична адміністративно-територіальна одиниця Звенигородського повіту Київської губернії з центром у містечку Боярка.
Станом на 1886 рік складалася з 18 поселень, 12 сільських громад. Населення — 8843 особи (4345 чоловічої статі та 4498 — жіночої), 1086  дворових господарство.
|                     | Площа, десятин | У тому числі орної, дес. |
| ------------------- | -------------- | ------------------------ |
| Сільських громад    | 7594           | 6362                     |
| Приватної власності | 2395           | 2197                     |
| Казенної власності  | 2921           | 2613                     |
| Іншої власності     | 190            | 145                      |
| Загалом             | 13100          | 11317                    |

Поселення волості:
- Боярка — колишнє власницьке містечко при річці Гнилий Тікич за 30 верст від повітового міста, 900 особи, 138 дворів, православна церква, синагога, школа, 3 постоялих двори, 4 постоялих будинки, 18 лавок, базари, 5 вітряних млинів.
- Брідок — колишнє власницьке село при річці Гнилий Тікич, 519 осіб, 28 дворів, постоялий будинок, 3 вітряних млини.
- Дашуківка — колишнє власницьке село при безіменній річці, 866 осіб, 117 дворів, православна церква, школа, постоялий будинок, 3 вітряних млини.
- Кам'яний Брід — колишнє власницьке село при річці Гнилий Тікич, 914 осіб, 143 двори, православна церква, школа, постоялий будинок, водяний і вітряних млини.
- Писарівка — колишнє власницьке село при безіменній річці, 713 осіб, 99 дворів, православна церква, школа, постоялий будинок, 3 вітряних млини.
- Побережка — колишнє власницьке село при безіменній річці, 827 осіб, 126 дворів, школа, постоялий будинок, 4 вітряних млини.
- Погибляк — колишнє власницьке село при безіменній річці, 617 осіб, 89 дворів, каплиця, 8 вітряних млинів.
- Рідкодуби — колишнє власницьке село при річці Гнилий Тікич, 241 особа, 44 двори, каплиця, постоялий будинок, водяний і вітряних млини.
- Семенівка — колишнє власницьке село при річці Гнилий Тікич, 472 особи, 69 дворів, каплиця, постоялий будинок, 2 вітряних млини.
- Чеснівка (Щеснівка) — колишнє власницьке село, 739 осіб, 82 двори, православна церква, постоялий будинок, 2 вітряних млини.

Старшинами волості були:
- 1909—1912 роках — Іван Степанович Степаненко[2],[3],[4];
- 1913—1915 роках — Максим Іванович Артеменко[5],[6].